# National League South
De National League South, om sponsorredenen ook wel Vanarama National League South genoemd, is een van de twee tweede divisies van de Engelse National League. Samen met de National League North vormt deze divisie het zesde niveau van de Engelse voetbalpiramide, dat overeenkomt met het tweede niveau van het National League System.
De National League South werd in 2004 ingevoerd als onderdeel van grote hervormingen binnen het Engelse voetbal. De kampioen plaatst zich automatisch voor de National League en sinds 2006 promoveert ook de winnaar van de play-offs die worden gespeeld door de nummers twee tot en met zeven op de eindranglijst. De vier laagst geklasseerde clubs degraderen naar de Isthmian Football League Premier Division of de Southern League Premier Division, afhankelijk van de geografische ligging van de desbetreffende clubs.

## Overzicht van clubs
In het seizoen 2024/25 maken de volgende clubs deel uit van de National League South:
| Club                       | Stadion                    | Capaciteit | Resultaat vorig seizoen                                       |
| -------------------------- | -------------------------- | ---------- | ------------------------------------------------------------- |
| Aveley                     | Parkside                   | 3.500      | 7e plaats                                                     |
| Bath City                  | Twerton Park               | 8.840      | 6e plaats                                                     |
| Boreham Wood               | Meadow Park                | 4.502      | 21e plaats (gedegradeerd uit National League)                 |
| Chelmsford City            | Melbourne Stadium          | 3.000      | 2e plaats                                                     |
| Chesham United             | The Meadow                 | 5.000      | 1e plaats (gepromoveerd uit Southern Premier South)           |
| Chippenham Town            | Hardenhuish Park           | 3.000      | 12e plaats                                                    |
| Dorking Wanderers          | Meadowbank                 | 3.000      | 23e plaats (gedegradeerd uit National League)                 |
| Eastbourne Borough         | Priory Lane                | 4.151      | 19e plaats                                                    |
| Enfield Town               | Queen Elizabeth II Stadium | 2.500      | 3e plaats (winnaar play-offs Isthmian Premier Division)       |
| Farnborough                | Cherrywood Road            | 7.000      | 8e plaats                                                     |
| Hampton & Richmond Borough | Beveree Stadium            | 3.500      | 9e plaats                                                     |
| Hemel Hempstead Town       | Vauxhall Road              | 3.152      | 20e plaats                                                    |
| Hornchurch                 | Hornchurch Stadium         | 3.500      | 1e plaats (gepromoveerd uit Isthmian Premier Division)        |
| Maidstone United           | Gallagher Stadium          | 4.200      | 4e plaats                                                     |
| Salisbury                  | Raymond McEnhill Stadium   | 5.000      | 3e plaats (winnaar play-offs Southern Premier Division South) |
| Slough Town                | Arbour Park                | 2.000      | 10e plaats                                                    |
| St. Albans City            | Clarence Park              | 5.007      | 11e plaats                                                    |
| Tonbridge Angels           | Longmead Stadium           | 3.000      | 14e plaats                                                    |
| Torquay United             | Plainmoor                  | 6.500      | 18e plaats                                                    |
| Truro City                 | Bolitho Park               | 3.500      | 16e plaats                                                    |
| Welling United             | Park View Road             | 4.000      | 17e plaats                                                    |
| Weston-super-Mare          | Woodspring Stadium         | 3.500      | 13e plaats                                                    |
| Weymouth                   | Bob Lucas Stadium          | 6.600      | 15e plaats                                                    |
| Worthing                   | Woodside Road              | 4.000      | 3e plaats                                                     |

## Voormalig kampioenen
| Seizoen | Kampioen               | Winnaar play-offs      |
| ------- | ---------------------- | ---------------------- |
| 2004/05 | Grays Athletic         | Eastbourne Borough**   |
| 2005/06 | Weymouth               | St. Albans City        |
| 2006/07 | Histon                 | Salisbury City         |
| 2007/08 | Lewes                  | Eastbourne Borough     |
| 2008/09 | Wimbledon              | Hayes & Yeading United |
| 2009/10 | Newport County         | Bath City              |
| 2010/11 | Braintree Town         | Ebbsfleet United       |
| 2011/12 | Woking                 | Dartford               |
| 2012/13 | Welling United         | Salisbury City         |
| 2013/14 | Eastleigh              | Dover Athletic         |
| 2014/15 | Bromley                | Boreham Wood           |
| 2015/16 | Sutton United          | Maidstone United       |
| 2016/17 | Maidenhead United      | Ebbsfleet United       |
| 2017/18 | Havant & Waterlooville | Braintree Town         |
| 2018/19 | Torquay United         | Woking                 |
| 2019/20 | Wealdstone             | Weymouth               |
| 2020/21 | Competitie geannuleerd | Competitie geannuleerd |
| 2021/22 | Maidstone United       | Dorking Wanderers      |
| 2022/23 | Ebbsfleet United       | Oxford City            |
| 2023/24 | Yeovil Town            | Braintree Town         |

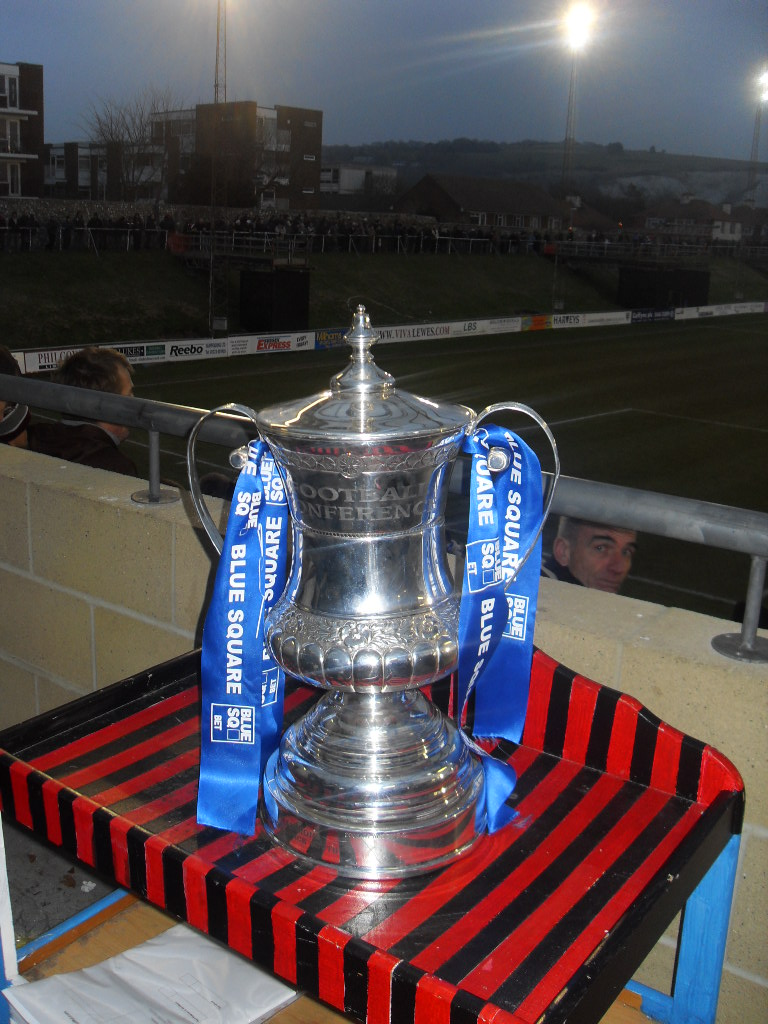
Conference South-trofee

**Niet gepromoveerd. In 2004/05 waren er slechts drie promotieplaatsen naar de Conference National. Om de derde promotieplaats werd een beslissingswedstrijd gespeeld tussen de play-off winnaars van de Conference North en South. Altrincham uit de Conference North won met 2-1 van Eastbourne Borough uit de Conference South.